# Теорема на Талес
Теоремата на Талес гласи, че ако точки A, B и C лежат на една окръжност и отсечка AC е диаметър в нея, то ъгълът ABC ще бъде прав (вж. фиг. 1). Първото доказателство на теоремата се приписва на древногръцкия философ и математик Талес от Милет, но нейната формулировка е била позната още във Вавилония и Древен Египет. 

## Доказателство
Двата основни факта, които ще използваме в доказателството, са: първо, че сборът на ъглите в един триъгълник е 180°, и второ, че ъглите при основата на равнобедрен триъгълник са равни.

Нека точка O е центърът на окръжността (вж. фиг. 2).
Тогава отсечки OA, OB и OC ще бъдат радиуси в тази окръжност и, следователно, ще бъдат равни помежду си (докато AC ще образува диаметъра на окръжността). Това означава обаче, че триъгълниците OAB и OBC са равнобедрени, защото както страните OA и OB в OAB, така и страните OB и OC в OBC са равни. В този случай – от допускането ни за ъглите при основата на равнобедрените триъгълници – следва, че {\displaystyle \measuredangle }OBC = {\displaystyle \measuredangle }OCB, а {\displaystyle \measuredangle }BAO = {\displaystyle \measuredangle }ABO.
Ако означим сега {\displaystyle \measuredangle }BAO с „γ“, а {\displaystyle \measuredangle }АОВ с „γ′“ и съотв. {\displaystyle \measuredangle }OBC с „δ“, а {\displaystyle \measuredangle }ВОС с „δ′“, то ще получим според първото ни допускане, че
2γ + γ′ = 180°
и
2δ + δ′ = 180°
Освен това знаем, че
γ′ + δ′ = 180°
За да получим сега сбора на ъглите на триъгълник АВС, можем да обединим най-напред първите две равенства – с което получаваме сбора на {\displaystyle \measuredangle }ВАО (γ) и {\displaystyle \measuredangle }АСВ (δ), и {\displaystyle \measuredangle }АВО (γ), и {\displaystyle \measuredangle }ОВС (δ), и {\displaystyle \measuredangle }АОВ (γ′), и {\displaystyle \measuredangle }ВОС (δ′) – и после да извадим от тях третото равенство, т.е. сбора на γ′ и δ′. Записваме това по следния начин
2γ + γ′ + 2δ + δ′ − (γ′ + δ′) = 180°
където, по-нататък, след премахването на γ′ и δ′ имаме
2γ + 2δ = 180°
Оттук – след няколко прости аритметични преобразувания (а именно след заместването на „2γ + 2δ“ в „2γ + 2δ = 180°“ с „2(γ + δ)“, защото 2γ + 2δ = 2(γ + δ), и след прехода от „2(γ + δ) = 180°“ към „γ + δ = {\displaystyle {180 \over 2}}“) – следва, че
γ + δ = 90°
Следователно ъгълът АВС, който се явява именно сборът на γ + δ, е прав, а това е, което трябваше да се докаже.
Обратното на теоремата на Талес също е вярно, тоест хипотенузата в правоъгълен триъгълник е диаметър на описаната около триъгълника окръжност.
Двете твърдения могат да бъдат обобщени така: Центърът на описаната около един триъгълник окръжност лежи на някоя от неговите страни, тогава и само тогава, когато триъгълникът е правоъгълен.

## Практическо приложение
Практическият смисъл на тази теорема е, че така може да се намери точния център на една окръжност. Налагаме правоъгълен триъгълник върху окръжност докато неговия връх допре точка от окръжността. Свързваме двете точки, с които триъгълникът пресича окръжността и така получаваме един диаметър. Аналогично построяваме още един. Пресечната им точка е центъра на окръжността.